# Sisyromyia thomsoni
Sisyromyia thomsoni — вид двокрилих комах родини бренівкових (Bombyliidae).

## Поширення
Ендемік Австралії. Досить звичаний вид на всьому континенті.